# Harpactira namaquensis
Harpactira namaquensis là một loài nhện trong họ Theraphosidae.
Loài này thuộc chi Harpactira. Harpactira namaquensis được William Frederick Purcell miêu tả năm 1902.